# Luís Fernando Veríssimo

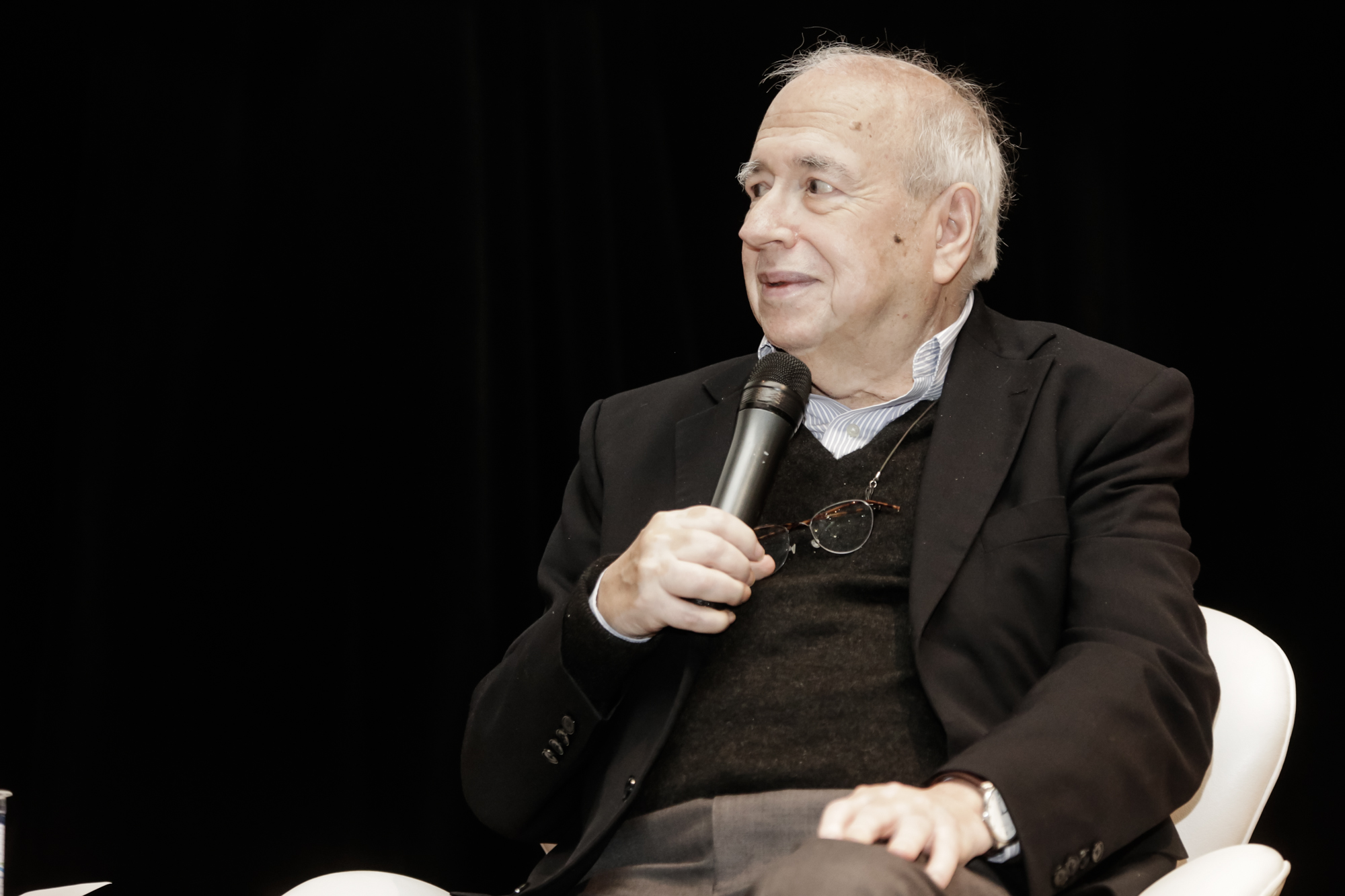
Luís Fernando Veríssimo durante un'intervista

Luís Fernando Veríssimo (Porto Alegre, 26 settembre 1936) è uno scrittore e giornalista brasiliano, figlio dello scrittore Érico Veríssimo. È anche musicista, appassionato di sassofono.

## Biografia
Nato a Porto Alegre, RS, Brasile, ha vissuto parte dell'infanzia e adolescenza negli USA con la famiglia. In questo periodo, si mise a studiare jazz e sviluppò anche la passione per la musica, in particolar modo il sax.
Tornato in Brasile, nel 1973 comincia a pubblicare i primi racconti. Dal 1982 ha una pagina riservata sul settimanale brasiliano Veja. È del 1988 il suo primo romanzo O Jardim do Diabo.
Nel 1995 crea con l'amico contrabbassista Jorge Gerhardt il gruppo musicale Jazz 6. Nel 2003 un repostafe lo ha qualificato come ".... lo scrittore che vende di più in Brasile....".
Nel 2006, a settant'anni, Veríssimo è consacrato dall'opinione pubblica come uno dei maggiori scrittori brasiliani contemporanei, dopo i 5 milioni di copie di libri vendute. 
Nel 2013, è stata pubblicata Borges e gli oranghi eterni, Atmosphere libri, la versione italiana di Borges e os Orangotangos Eternos.
Dal 2008 è nonno di Lucinda.

## Onorificenze
- 2004, Francia: Prix Deux Océans al Festival della Cultura Latino-Americana di Biarritz.

## Opere

### Cronache e racconti
- O Popular (1973, Ed. José Olympio)
- A Grande Mulher Nua (1975, Ed. José Olympio)
- Amor Brasileiro (1977, Ed. José Olympio)
- O Rei do Rock (1978, Ed. Globo)
- Ed Mort e Outras Histórias (1979, ed. L&PM)
- Sexo na Cabeça (1980, Ed L&PM)
- O Analista de Bagé (1981, Ed. L&PM)
- A Mesa Voadora (1982, Ed. Globo)
- Outras do Analista de Bagé (1982, Ed. L&PM)
- A Velhinha de Taubaté (1983, Ed. L&PM)
- A Mulher do Silva (1984, Ed. L&PM)
- A Mãe de Freud (1985, Ed. L&PM)
- O Marido do Doutor Pompeu (1987, Ed. L&PM)
- Zoeira (1987, Ed. L&PM)
- Noites do Bogart (1988)
- Orgias (1989, Ed. L&PM; Ristampa 2005 E. Objetiva)
- Pai Não Entende Nada (1990, Ed. L&PM)
- Peças Íntimas (1990, Ed. L&PM)
- O Santinho (1991, ed. L&PM)
- O Suicida e o Computador (1992, Ed. L&PM)
- Comédias da Vida Pública (1995, Ed. L&PM)
- A Versão dos Afogados - Novas Comédias da Vida Pública (1997, Ed. L&PM)
- A Mancha (2004, Ed. Companhia das Letras, Raccolta Vozes do Golpe)

### Cronache e racconti (antologiche e ristampe)
- O Gigolô das Palavras (1982, Ed. L&PM)
- Comédias da Vida Privada (1994, Ed. L&PM)
- Novas Comédias da Vida Privada (1996, Ed. L&PM)
- Ed Mort, Todas as Histórias (1997, Ed. L&PM)
- Aquele Estranho Dia que Nunca Chega (1999, Ed. Objetiva)
- A Eterna Privação do Zagueiro Absoluto (1999, Ed. Objetiva)
- Histórias Brasileiras de Verão (1999, Ed. Objetiva)
- As Noivas do Grajaú (1999, Ed. Mercado Aberto)
- Todas as Comédias (1999, Ed. L&PM)
- Festa de Criança (2000, Ed. Atica)
- Comédias para se Ler na Escola (2000, Ed. Objetiva)
- As Mentiras que os Homens Contam (2000, Ed. Objetiva)
- Todas as Histórias do Analista de Bagé (2002, Ed. Objetiva)
- Banquete Com os Deuses (2002, Ed. Objetiva)
- O Nariz e Outras Crônicas (2003, Ed. Ática)
- O Melhor das Comédias da Vida Privada (2004, Ed. Objetiva)
- Mais comédias para ler na escola (2008, Ed. Objetiva)

### Novelle e romanzi
- Pega pra Kapput (1978, Ed. L&PM; in collaborazione con Moacyr Scliar, Josué Guimarães e Edgar Vasques)
- O Jardim do Diabo (1987, Ed. L&PM)
- Gula - O Clube dos Anjos (1998, Ed. Objetiva, Raccolta Plenos Pecados)
- Borges e os Orangotangos Eternos (2000, Ed. Cia das Letras, Raccolta Literatura ou Morte)
- O Opositor (2004, Ed. Objetiva, Raccolta Cinco Dedos de Prosa)
- A Décima Segunda Noite (2006, Ed. Objetiva, Raccolta Devorando Shakespeare)

### Racconti di viaggio
- Traçando New York (1991, Ed. Artes e Ofícioc; in collaborazione con Joaquim da Fonseca)
- Traçando Paris (1992, Ed. Artes e Ofícios; in collaborazione con Joaquim da Fonseca)
- Traçando Porto Alegre (1993, Ed. Artes e Ofícios; in collaborazione con Joaquim da Fonseca)
- Traçando Roma (1993, Ed. Artes e Ofícios; in collaborazione con Joaquim da Fonseca)
- América (1994, Ed. Artes e Ofícios)
- Traçando Japão (1995, Ed. Artes e Ofícios; in collaborazione con Joaquim da Fonseca)
- Traçando Madrid (1997, Ed. Artes e Ofícios; in collaborazione con Joaquim da Fonseca)

### Cartoni animati e fumetti
- As Cobras (1975, Ed. Milha)
- As Cobras e Outros Bichos (1977, Ed. L&PM)
- As Cobras do Verissimo (1978, Ed. Codecri)
- O Analista de Bagé em Quadrinhos (1983, Ed. L&PM; in collaborazione con Edgar Vasques)
- Aventuras da Família Brasil (1985, Ed. L&PM)
- Ed Mort em Procurando o Silva (1985, Ed. L&PM; in collaborazione con Miguel Paiva)
- As Cobras, vols I, II e III (1987, Ed. Salamandra)
- Ed Mort em Disneyworld Blues (1987, Ed. L&PM; in collaborazione con Miguel Paiva)
- Ed Mort em Com a Mão no Milhão (1988, Ed. L&PM; in collaborazione con Miguel Paiva)
- Ed Mort em Conexão Nazista (1989, Ed. L&PM; in collaborazione con Miguel Paiva)
- Ed Mort em O Seqüestro do Zagueiro Central (1990, Ed. L&PM; in collaborazione con Miguel Paiva)
- A Família Brasil (1993, Ed. L&PM)
- As Cobras em Se Deus existe que eu seja atingido por um raio (1997, Ed. L&PM)
- Pof (2000, Ed. Projeto)
- Aventuras da Família Brasil (Ristampa - 2005, Ed. Objetiva)

### Altro
- O Arteiro e o Tempo (Libro per bambini; Ed. Berlendis & Vertecchia; illustrazioni di [Glauco Rodrigues)
- Poesia Numa Hora Dessas?! (Poesia; 2002, Ed. Objetiva)
- Sport Club Internacional - Internacional, Autobiografia de uma Paixão (2004, ed. Ediouro)